# Campeonato Europeu de Patinação Artística no Gelo de 1972
O Campeonato Europeu de Patinação Artística no Gelo de 1972 foi a sexagésima quarta edição do Campeonato Europeu de Patinação Artística no Gelo, um evento anual de patinação artística no gelo organizado pela União Internacional de Patinação (em inglês:  International Skating Union) onde os patinadores artísticos competem pelo título de campeão europeu. A competição foi disputada na cidade de Gotemburgo, Suécia.

## Eventos
- Individual masculino
- Individual feminino
- Duplas
- Dança no gelo

## Medalhistas
| Evento                        | Ouro                                            | Prata                                                     | Bronze                                           |
| Individual masculino detalhes | Ondrej Nepela · Tchecoslováquia                 | Sergei Chetverukhin · União Soviética                     | Patrick Péra · França                            |
| Individual feminino detalhes  | Beatrix Schuba · Áustria                        | Rita Trapanese · Itália                                   | Sonja Morgenstern · Alemanha Oriental            |
| Duplas detalhes               | Irina Rodnina · Alexei Ulanov · União Soviética | Liudmila Smirnova · Andrei Suraikin · União Soviética     | Manuela Groß · Uwe Kagelmann · Alemanha Oriental |
| Dança no gelo detalhes        | Angelika Buck · Erich Buck · Alemanha Ocidental | Liudmila Pakhomova · Alexander Gorshkov · União Soviética | Janet Sawbridge · Peter Dalby · Reino Unido      |

## Resultados

### Individual masculino
| Pos.              | Nome                | Nacionalidade      |
| ----------------- | ------------------- | ------------------ |
| Medalha de ouro   | Ondrej Nepela       | Tchecoslováquia    |
| Medalha de prata  | Sergei Chetverukhin | União Soviética    |
| Medalha de bronze | Patrick Péra        | França             |
| 4                 | Haig Oundjian       | Reino Unido        |
| 5                 | John Curry          | Reino Unido        |
| 6                 | Vladimir Kovalev    | União Soviética    |
| 7                 | Yuri Ovchinnikov    | União Soviética    |
| 8                 | Didier Gailhaguet   | França             |
| 9                 | Daniel Höner        | Suíça              |
| 10                | Zdeněk Pazdírek     | Tchecoslováquia    |
| 11                | Bernd Wunderlich    | Alemanha Oriental  |
| 12                | Josef Schneider     | Áustria            |
| 13                | Stefano Bargauan    | Itália             |
| 14                | László Vajda        | Hungria            |
| 15                | Harald Kuhn         | Alemanha Ocidental |
| 16                | Günther Hilgarth    | Áustria            |
| 17                | Gordon Andison      | Reino Unido        |
| 18                | Gheorghe Fazekas    | Romênia            |
| 19                | Pekka Leskinen      | Finlândia          |
| 20                | Peter Augustovic    | Tchecoslováquia    |
| 21                | Thomas Öberg        | Suécia             |
| 22                | Zoran Matas         | Iugoslávia         |
| 23                | John Ferdinandsen   | Dinamarca          |

### Individual feminino
| Pos.              | Nome                | Nacionalidade      |
| ----------------- | ------------------- | ------------------ |
| Medalha de ouro   | Beatrix Schuba      | Áustria            |
| Medalha de prata  | Rita Trapanese      | Itália             |
| Medalha de bronze | Sonja Morgenstern   | Alemanha Oriental  |
| 4                 | Zsuzsa Almássy      | Hungria            |
| 5                 | Christine Errath    | Alemanha Oriental  |
| 6                 | Charlotte Walter    | Suíça              |
| 7                 | Jean Scott          | Reino Unido        |
| 8                 | Maria McLean        | Reino Unido        |
| 9                 | Dianne de Leeuw     | Países Baixos      |
| 10                | Elena Alexandrova   | União Soviética    |
| 11                | Isabel de Navarre   | Alemanha Ocidental |
| 12                | Liana Drahová       | Tchecoslováquia    |
| 13                | Gerti Schanderl     | Alemanha Ocidental |
| 14                | Anita Johansson     | Suécia             |
| 15                | Karin Iten          | Suíça              |
| 16                | Cinzia Frosio       | Itália             |
| 17                | Sonja Balun         | Áustria            |
| 18                | Urszula Zielińska   | Polônia            |
| 19                | Hana Knapova        | Tchecoslováquia    |
| 20                | Marie-Claude Bierre | França             |
| 21                | Steffi Knoll        | Alemanha Oriental  |
| 22                | Iris Ebenwaldner    | Áustria            |
| 23                | Marina Sanaya       | União Soviética    |
| 24                | Donna Walter        | Suíça              |
| 25                | Helena Gazvoda      | Iugoslávia         |
| 26                | Manuele Bertele     | Itália             |
| 27                | Liv Egelund         | Noruega            |
| 28                | Kirsten Frikke      | Dinamarca          |

### Duplas
| Pos.              | Nome                                   | Nacionalidade      |
| ----------------- | -------------------------------------- | ------------------ |
| Medalha de ouro   | Irina Rodnina / Alexei Ulanov          | União Soviética    |
| Medalha de prata  | Liudmila Smirnova / Andrei Suraikin    | União Soviética    |
| Medalha de bronze | Manuela Groß / Uwe Kagelmann           | Alemanha Oriental  |
| 4                 | Almut Lehmann / Herbert Wiesinger      | Alemanha Ocidental |
| 5                 | Annett Kansy / Axel Salzmann           | Alemanha Oriental  |
| 6                 | Irina Cherniaeva / Vasili Blagov       | União Soviética    |
| 7                 | Marlies Radunsky / Rolf Österreich     | Alemanha Oriental  |
| 8                 | Grażyna Osmańska / Adam Brodecki       | Polônia            |
| 9                 | Corinna Halke / Eberhard Rausch        | Alemanha Ocidental |
| 10                | Linda Connolly / Colin Taylforth       | Reino Unido        |
| 11                | Florence Cahn / Jean-Roland Racle      | França             |
| 12                | Teresa Skrzek / Piotr Sczypa           | Polônia            |
| 13                | Gabriele Cieplik / Reinhard Ketterer   | Alemanha Ocidental |
| 14                | Karin Künzle / Christian Künzle        | Suíça              |
| 15                | Ursula Nemec / Michael Nemec           | Áustria            |
| 16                | Pascale Kovelmann / Jean-Pierre Rondel | França             |
| 17                | Miroslava Sablikova / Pavel Komarek    | Tchecoslováquia    |
| 18                | Jayne Torvill / Michael Hutchinson     | Reino Unido        |

### Dança no gelo
| Pos.              | Nome                                    | Nacionalidade      |
| ----------------- | --------------------------------------- | ------------------ |
| Medalha de ouro   | Angelika Buck / Erich Buck              | Alemanha Ocidental |
| Medalha de prata  | Liudmila Pakhomova / Alexander Gorshkov | União Soviética    |
| Medalha de bronze | Janet Sawbridge / Peter Dalby           | Reino Unido        |
| 4                 | Hilary Green / Glyn Watts               | Reino Unido        |
| 5                 | Tatiana Voitiuk / Viacheslav Zhigalin   | União Soviética    |
| 6                 | Elena Zharkova / Gennadi Karponosov     | União Soviética    |
| 7                 | Diana Skotnická / Martin Skotnický      | Tchecoslováquia    |
| 8                 | Rosalind Druce / David Barker           | Reino Unido        |
| 9                 | Teresa Weyna / Piotr Bojanczyk          | Polônia            |
| 10                | Anne-Claude Wolfers / Roland Mars       | França             |
| 11                | Krisztina Regőczy / András Sallay       | Hungria            |
| 12                | Matilde Ciccia / Lamberto Ceserani      | Itália             |
| 13                | Sylvia Fuchs / Michael Fuchs            | Alemanha Ocidental |
| 14                | Ewa Kolodziej / Tadeusz Góra            | Polônia            |
| 15                | Brigitte Scheijbal / Walter Leschetizky | Áustria            |
| 16                | Sylvia Bodmer / Beat Steib              | Suíça              |
| 17                | Astrid Kopp / Axel Kopp                 | Alemanha Ocidental |
| 18                | Svetlana Marinovova / Milos Bursik      | Tchecoslováquia    |
| 19                | Vivi Poulsen / Kurt Poulsen             | Dinamarca          |

## Quadro de medalhas
| Ordem | País               | Medalha de ouro | Medalha de prata | Medalha de bronze |    | Ordem por total |
| ----- | ------------------ | --------------- | ---------------- | ----------------- | -- | --------------- |
| 1     | União Soviética    | 1               | 3                |                   | 4  | 1               |
| 2     | Alemanha Ocidental | 1               |                  |                   | 1  | 3               |
| 2     | Áustria            | 1               |                  |                   | 1  | 3               |
| 2     | Tchecoslováquia    | 1               |                  |                   | 1  | 3               |
| 5     | Itália             |                 | 1                |                   | 1  | 3               |
| 6     | Alemanha Oriental  |                 |                  | 2                 | 2  | 2               |
| 7     | França             |                 |                  | 1                 | 1  | 3               |
| 7     | Reino Unido        |                 |                  | 1                 | 1  | 3               |
| TOTAL | TOTAL              | 4               | 4                | 4                 | 12 | —               |